# Colin Turnbull
Colin Macmillan Turnbull (Londres, Reino Unido; 23 de noviembre de 1924-Virginia, Estados Unidos; 28 de julio de 1994) fue un antropólogo anglo-estadounidense que publicó libros populares sobre grupos étnicos de ̟África como The Forest People (sobre los pigmeos mbuti de Zaire) y The Mountain People (sobre el pueblo ik de Uganda), así como uno de los primeros antropólogos en trabajar en el campo de la etnomusicología.

## Carrera
Turnbull nació en Londres y se educó en Westminster School y Magdalen College (Oxford), donde estudió ciencias políticas y filosofía. Durante la Segunda Guerra Mundial se enlistó en la Royal Naval Reserve, conformada por voluntarios de la Marina Real británica. Tras su participación recibió una beca de dos años en el Departamento de Religión y Filosofía de la India de la Universidad Hindú de Benarés, donde se graduó con una maestría en religión y filosofía de la India.
En 1951, después de graduarse de Benarés, Turnbull viajó al Congo Belga (actual República Democrática del Congo) con Newton Beal, un maestro de escuela de Ohio que conoció en la India. Ambos estudiaron por primera vez a los pigmeos mbuti durante este tiempo. Turnbull trabajó para el productor de Hollywood Sam Spiegel, quien lo contrató para la construcción y transporte del barco African Queen, utilizado en la película de 1951 del mismo nombre protagonizada por Humphrey Bogart y Katharine Hepburn. Después de su primer viaje a África, Turnbull se mudó a Yellowknife en los Territorios del Noroeste, donde trabajó como geólogo y minero de oro durante un año.
Al regresar a Oxford en 1954, Turnbull comenzó a especializarse en antropología de África. Permaneció en la Universidad de Oxford durante dos años antes de otro viaje de campo a África, y finalmente se centró en el Congo Belga (1957-58) y Uganda. Obtuvo un doctorado en antropología de la universidad en 1964.
Turnbull se naturalizó ciudadano de los Estados Unidos en 1965, tras haberse mudado a Nueva York para convertirse en curador a cargo de «Etnología Africana» en el Museo Americano de Historia Natural en 1959. Más tarde residió en el condado de Lancaster y fue miembro del personal de la Departamento de Sociología y Antropología de la Universidad de la Mancomunidad de Virginia en Richmond. Otras asociaciones profesionales incluyeron la membresía correspondiente del Museo Real de África Central y una beca en el Instituto Antropológico Real Británico. Turnbull ganó prominencia con su libro The Forest People (1961), un estudio del pueblo Mbuti.
En 1972, habiendo recibido el encargo de dar una explicación a las dificultades vividas por el pueblo ik, publicó The Mountain People. Los ik eran una tribu de cazadores-recolectores que se había visto obligada a dejar de desplazarse por sus tierras ancestrales durante las estaciones del año porque ahora involucraban las fronteras nacionales de Uganda, Kenia y Sudán. Obligados a quedarse estacionarios en Uganda, y sin una base de conocimientos para sobrevivir en tales condiciones, no prosperaron, hasta el punto de la inanición y la muerte. The Mountain People fue posteriormente adaptado en una obra de teatro por Peter Brook.
Al final de su vida, Turnbull se ocupó de la causa política de los condenados a muerte. En 1989, Turnbull se mudó a Bloomington, Indiana, para participar en la construcción del Centro Cultural Tibetano con Thupten Jigme Norbu, hermano mayor del 14.º Dalai Lama. Más tarde, Turnbull se mudó a Dharamsala, India, donde tomó el voto de los monjes del budismo tibetano, otorgado por el Dalai Lama.

### Contribuciones a la música
Algunas de las grabaciones de Turnbull de la música mbuti se lanzaron comercialmente y sus obras inspiraron otros estudios etnomusicológicos, como los de Simha Arom y Mauro Campagnoli. Su grabación de Music of the Rainforest Pygmies, grabada en 1961, fue lanzada en CD por Lyrichord Discs y posteriormente por Smithsonian Folkways Recordings. Su grabación de una canción de iniciación de niñas pigmeas de Zaire se usó en el Disco de oro de las Voyager.

## Vida personal
Turnbull conoció a su pareja Joseph Allen Towles en 1959 e intercambiaron votos matrimoniales al año siguiente. De 1965 a 1967 llevaron a cabo trabajo de campo entre los ik del norte de Uganda. En el Congo, en 1970, llevaron a cabo un trabajo de campo sobre el ritual de iniciación de la circuncisión para niños entre los ngumbi y el mito de origen de Asa entre los mbo del bosque de Ituri. Turnbull organizó la publicación póstuma de las investigaciones de Towles. Apareció en 1993 como Nkumbi initiation ritual and structure among the Mbo of Zaïre y como Asa: Myth of Origin of the Blood Brotherhood Among the Mbo of the Ituri Forest, ambos en la revista Annales del Museo Real de África Central. Turnbull donó las pertenencias de Towles al United Negro College Fund y donó sus materiales de investigación al College of Charleston, insistiendo en que la colección se conociera únicamente con el nombre de Towles. Towles murió de sida en 1988 y el propio Turnbull murió también de la enfermedad en 1994.

## Controversias
El análisis de Turnbull de los ik recibió una respuesta negativa por parte de algunos antropólogos, quienes encontraron sus relatos inquietantes. En la década de 1980, Bernd Heine proporcionó nueva información que parecía desacreditar la representación de los ik proporcionada por Turnbull, aunque las descripciones gráficas de Turnbull fueron puestas en contexto por entrevistas que realizó para contrastar la sociedad ik más vieja que existía antes de su desplazamiento. En marzo del 2021, BBC Radio 4 emitió una reseña de Matthew Syed sobre la influencia de The Mountain People de Turnbull y su posterior revaluación y revisión por los antropólogos.

## Publicaciones
- 1961 The Forest People. ISBN 0586059407
- 1962 The Lonely African. ISBN 0671200690
- 1962 The Peoples of Africa
- 1965 Wayward Servants: The Two Worlds of the African Pygmies. ISBN 0837179270
- 1966 Tradition and Change in African Tribal Life
- 1968 Tibet: Its History, Religion and People. (with Thubten Jigme Norbu). ISBN 0701113545
- 1972 The Mountain People. ISBN 0671640984
- 1973 Africa and Change editor. ISBN 0394315200
- 1976 Man in Africa. ISBN 0140220356
- 1978 "Rethinking the Ik: A functional Non-Social System". In: Charles D. Laughlin, Jr.; Ivan A. Brady (ed.): Extinction and Survival in Human Populations. New York: Columbia University Press
- 1983 The Human Cycle. ISBN 0586084932
- 1983 The Mbuti Pygmies: Change and Adaptation. ISBN 0030615372
- 1992 Music of the Rain Forest Pygmies: The Historic Recordings Made By Colin M. Turnbull Label: Lyrichord Discs Inc.
- "The Mbuti Pygmies: An Ethnographic Survey" in Anthropological Papers of the American Museum of Natural History, 50: 139–282